# Punctoterebra lineaperlata
Punctoterebra lineaperlata é uma espécie de gastrópode do gênero Punctoterebra, pertencente a família Terebridae.